# Usseewa
«Usseewa» (en japonés: うっせぇわ, lit. 'ruidoso') es una canción de la cantante japonesa Ado, publicada como su sencillo debut el 23 de octubre de 2020.
La letra de la canción critica el llamado "sentido común" de la sociedad, y Ado habla en nombre de los miembros de la sociedad sobre su insatisfacción y enfado con la misma. Aunque el título de la canción es la forma abreviada de うるさいわ (urusaiwa), que significa «ruidoso», en este contexto se podría traducir como «¡cállate!».
La canción se volvió popular entre el público juvenil de Japón, difundiéndose muy rápidamente por TikTok y SNS. Ha sido llamada «el himno de la juventud del 2021».

## Temas
Ado afirma que le atrajo la canción porque expresa sus sentimientos tal como son, sin ocultarlos. La propia Ado era entonces una estudiante de secundaria, por lo que cantó la canción mientras recordaba los sentimientos de ira y asco que había sentido en su vida.

## Recepción

### Crítica
Algunos padres sintieron molestia por la canción por su tono rebelde.

### Comercial
Tres semanas después de su lanzamiento, el 11 de noviembre de 2020, «Usseewa» debutaría en el puesto 97 de la Billboard Japan Hot 100, y un mes después, el 10 de diciembre, llegaría al primer puesto de la Spotify Viral 50 de Japón. El 25 de enero de 2021, lograría entrar por primera vez al top diez de la Billboard Japan Hot 100, posicionándose con 8713 descargas y 4 635 629 vistas en el puesto 13 y 12 de las listas de descargas digitales y streaming, respectivamente. La semana siguiente, con 19 683 descargas digitales, se adjudicaría el primer puesto de la Billboard Japan Download Songs.

#### Posicionamiento en listas
| Listas                                  | Mejor posición |
| --------------------------------------- | -------------- |
| Japón (Billboard Japan Hot 100)         | 1              |
| Japón (Billboard Japan Download Songs)  | 1              |
| Japón (Billboard Japan Streaming Songs) | 2              |
| Japón (Oricon Digital Singles Chart)    | 1              |
| Japón (Oricon Streaming Chart)          | 1              |